# Roisan
Roisan (pron. fr. AFI: [ʁwazɑ̃] ) è un comune italiano sparso di 1 013 abitanti della bassa Valpelline, in Valle d'Aosta.

## Geografia fisica

### Territorio
Il comune è situato sulla sinistra orografica del Buthier, nella bassa Valpelline. Si trova a Nord di Aosta, da cui dista circa 8 chilometri.

Il punto più alto del comune è raggiunto dalla vetta Becca di Viou (2855 m s.l.m.): è meta di molti escursionisti ed offre un panorama mozzafiato a 360° sulle cime valdostane.
Non lontano dal capoluogo si trova il ponte acquedotto di Grand Arvou, di epoca medievale, sul Rû Prévôt, oggetto di recente ristrutturazione.
- Classificazione sismica: zona 4 (sismicità molto bassa)[5].

### Clima
In inverno le temperature sono particolarmente rigide in Valpelline, tanto che viene denominata localmente come Combe Froide (in francese) o Coumba fréda (in patois), cioè la "valle fredda".

## Storia
Nel XII secolo il territorio comunale venne diviso in due feudi: in parte si trovò sotto la signoria dei Rhins, attribuita al vescovado di Aosta, e in parte venne ricompreso nella vasta area controllata dai signori di Quart, tra le più importanti e influenti nobili famiglie valdostane.
In epoca fascista, il comune fu accorpato a quello di Aosta.

### Simboli
Lo stemma e il gonfalone del comune sono stati concessi con decreto del presidente della Giunta Regionale del 24 febbraio 2000.
Nello stemma comunale sono riprodotti gli emblemi dei Quart, antichi signori di Roisan, e delle tre famiglie nobili che ebbero la loro residenza nel territorio del Comune: i de Rhins, i Cluselina e i Chamvillard.
Il gonfalone è un drappo partito di rosso e di bianco.

## Monumenti e luoghi d'interesse
- Torre di Closellinaz
- Castello di Rhins, una casaforte del 1100 oggi trasformata in abitazione rurale
- "Borna di Tau",  grotta calcarea nella Comba di Rambert
- Vari rû attraversano il territorio comunale, lungo cui è possibile fare passeggiate: il Rû Prévot, il Rû-Mort, il Rû Pompillard, il Rû des Vignes e il Rû Champapon.
- La chiesa e le cappelle.

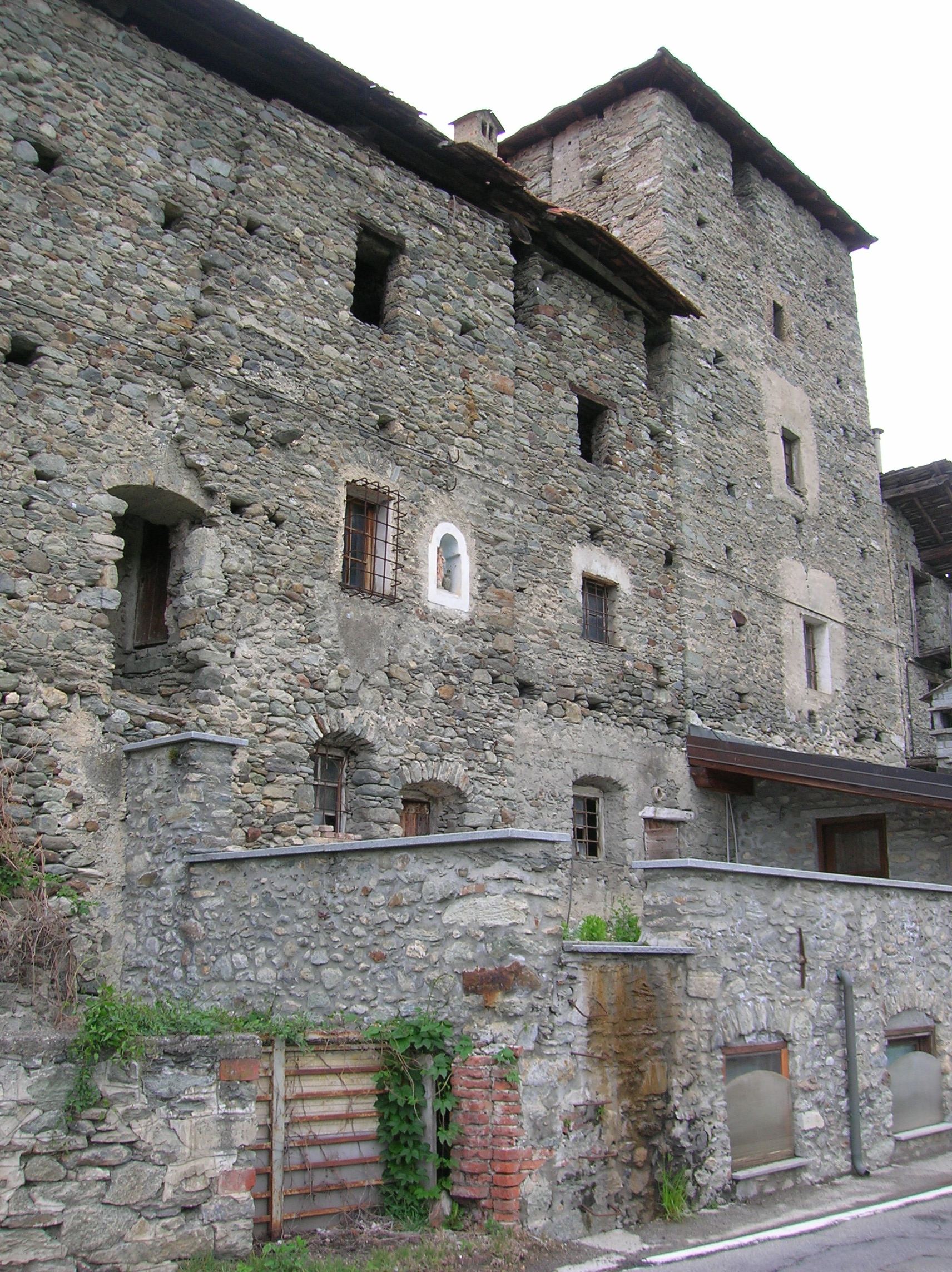
La Casaforte di Rhins.
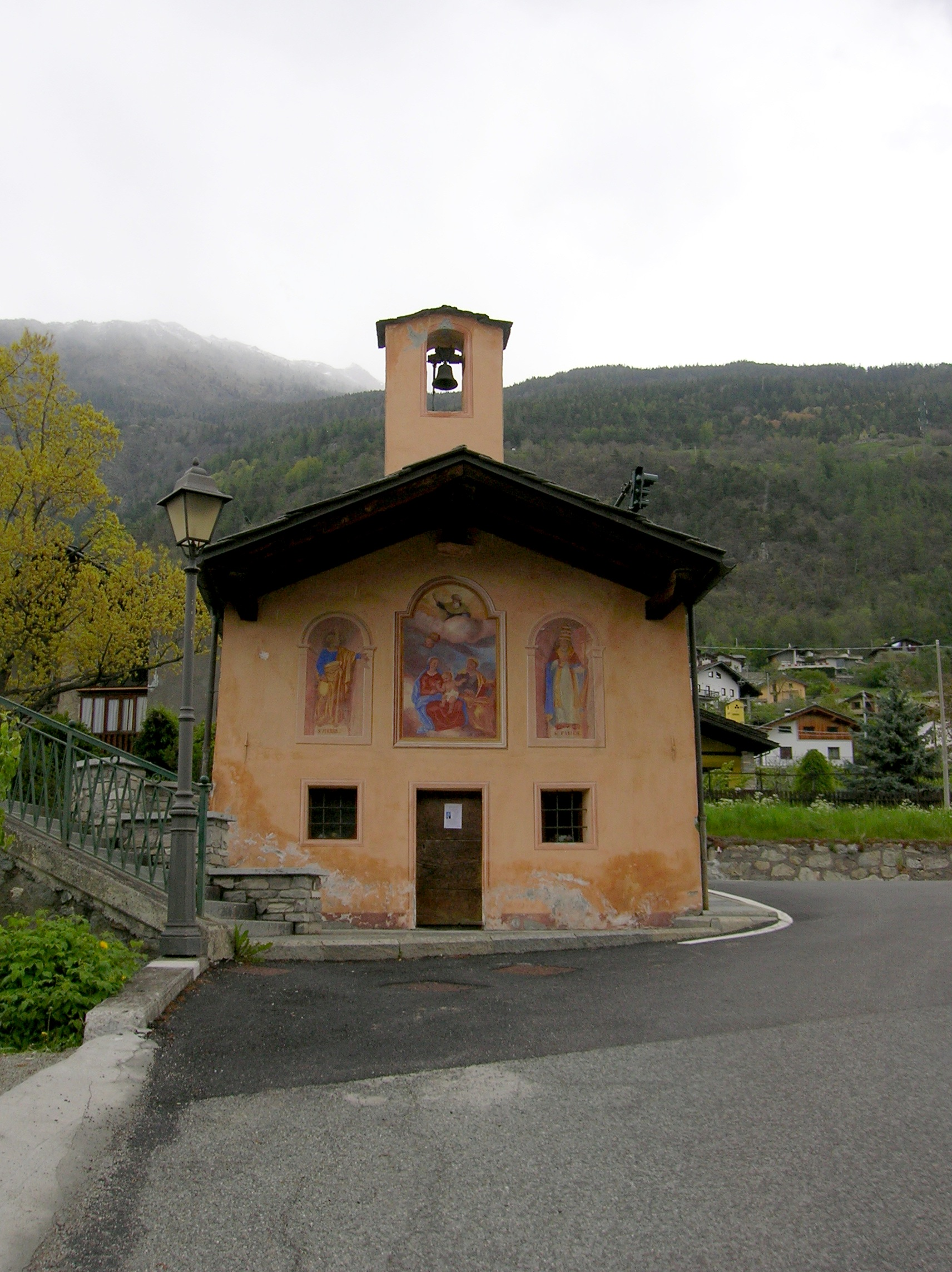
Una cappella a Roisan.
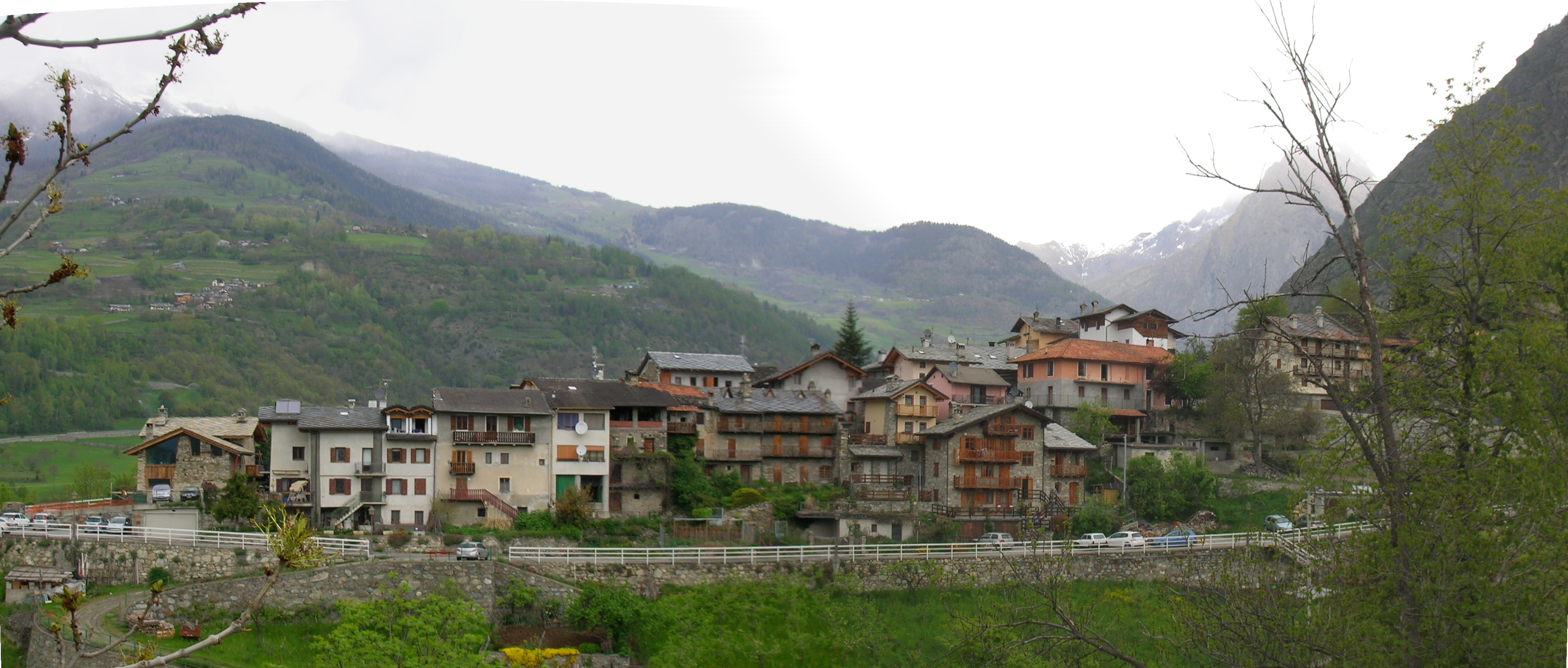
Il borgo
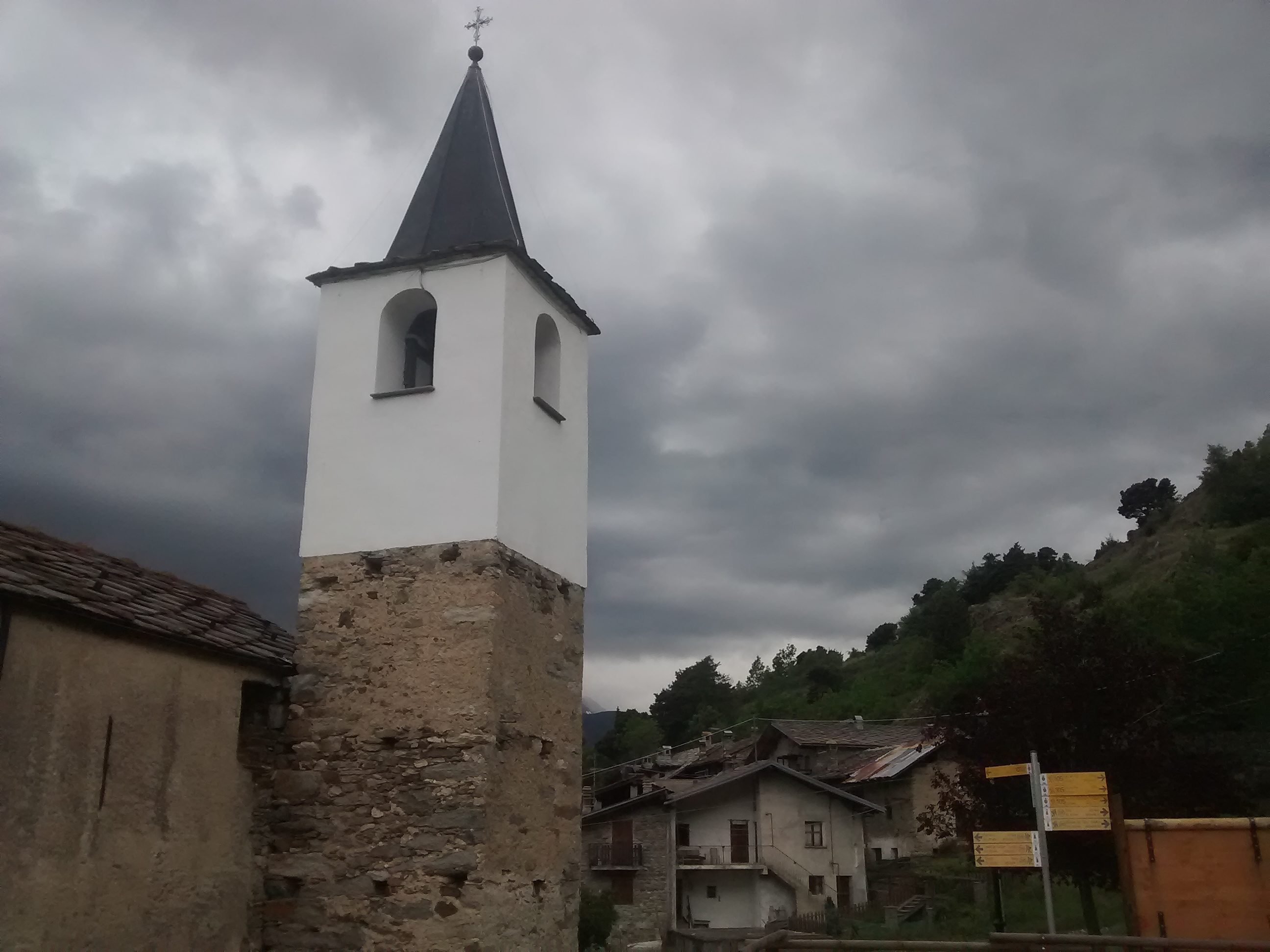
La chiesa di Blavy

## Società

### Evoluzione demografica
Abitanti censiti

### Lingue e dialetti
Come nel resto della regione, anche in questo comune è diffuso il patois valdostano.

## Cultura

### Biblioteche
In Frazione Martinet 3 ha sede la biblioteca comunale.

### Eventi

#### Carnevale dellaCombe Froide
A carnevale, di grande interesse la sfilata delle Landzette, le maschere tradizionali della Combe Froide. Tali maschere sono ispirate alla divisa delle truppe napoleoniche, che seminarono il terrore al loro passaggio nel maggio del 1800. Per esorcizzare questo evento, la popolazione della Combe froide (o Coumba Freida, in patois), la zona della Valpelline e della Valle del Gran San Bernardo, ha elaborato nei secoli una coloratissima parodia delle divise militari dell'epoca, e il giorno del carnevale percorrono tutti i comuni delle due vallate in maniera estremamente chiassosa e festosa.

## Amministrazione

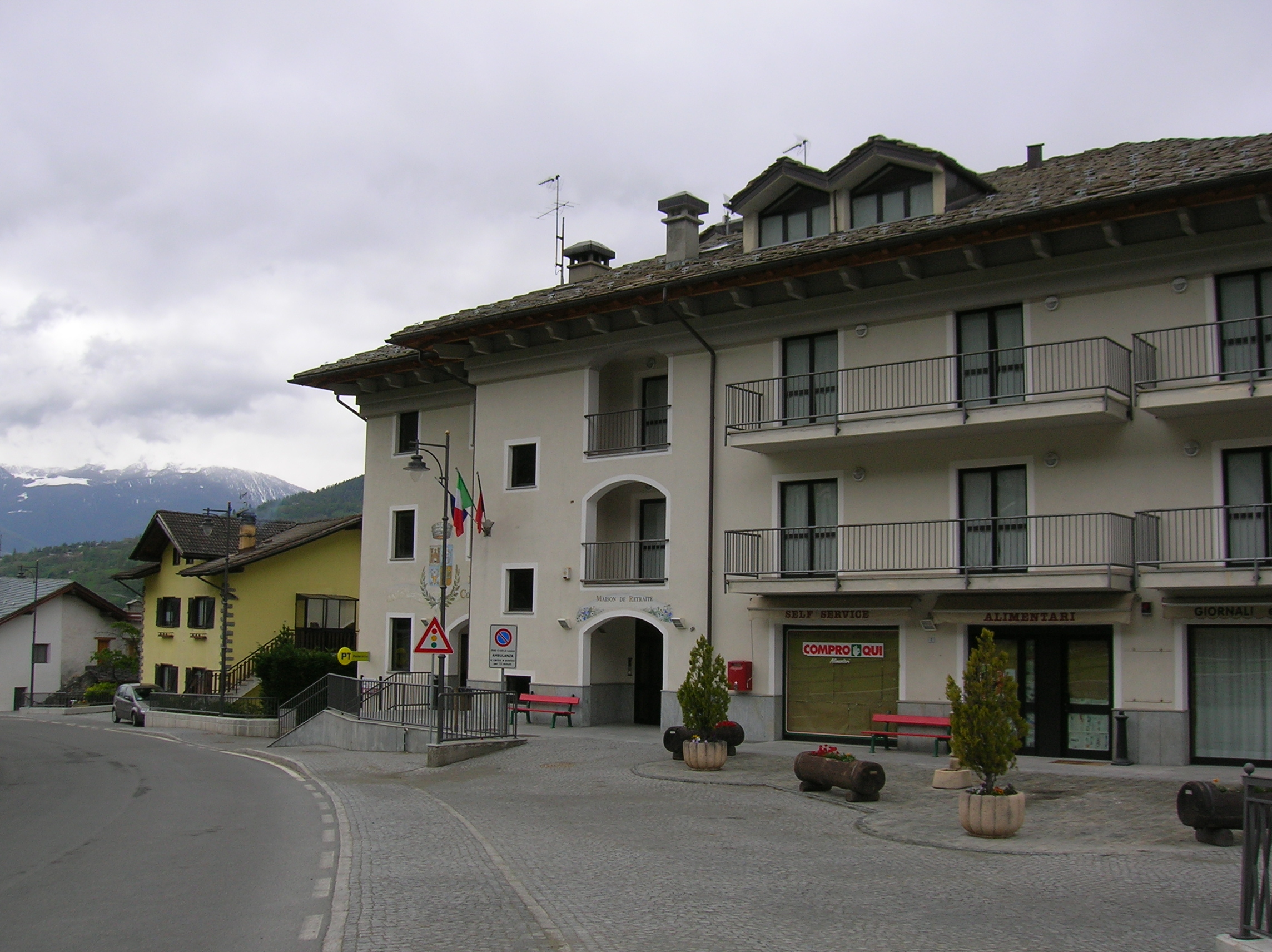
Il municipio

Fa parte dell'Unité des Communes valdôtaines Grand-Combin.
Di seguito è presentata una tabella relativa alle amministrazioni che si sono succedute in questo comune.
| Periodo        | Periodo        | Primo cittadino | Partito          | Carica  | Note   |
| -------------- | -------------- | --------------- | ---------------- | ------- | ------ |
| 3 luglio 1985  | 28 maggio 1990 | Franco Carral   | Union Valdôtaine | Sindaco | [ 13 ] |
| 28 maggio 1990 | 29 maggio 1995 | Franco Carral   | Union Valdôtaine | Sindaco | [ 13 ] |
| 29 maggio 1995 | 8 maggio 2000  | Silvio Barrel   | Union Valdôtaine | Sindaco | [ 13 ] |
| 8 maggio 2000  | 9 maggio 2005  | Silvio Barrel   | lista civica     | Sindaco | [ 13 ] |
| 9 maggio 2005  | 24 maggio 2010 | Silvio Barrel   | lista civica     | Sindaco | [ 13 ] |
| 24 maggio 2010 | 10 maggio 2015 | Gabriel Diémoz  | lista civica     | Sindaco | [ 13 ] |
| 11 maggio 2015 | in carica      | Gabriel Diémoz  |                  | Sindaco | [ 13 ] |

## Sport
- Calcio - a Roisan si trova il campo sportivo del Grand Combin, dove gioca l'A.S.D. Grand Combin, attualmente militante in Seconda Categoria.
- Tsan, sport tradizionale valdostano.
- Alcune escursioni someggiate sono organizzate lungo la Valpelline.